# Ctenus ottleyi
Ctenus ottleyi là một loài nhện trong họ Ctenidae.
Loài này thuộc chi Ctenus. Ctenus ottleyi được Alexander Petrunkevitch miêu tả năm 1930.